# Львовское Евангелие

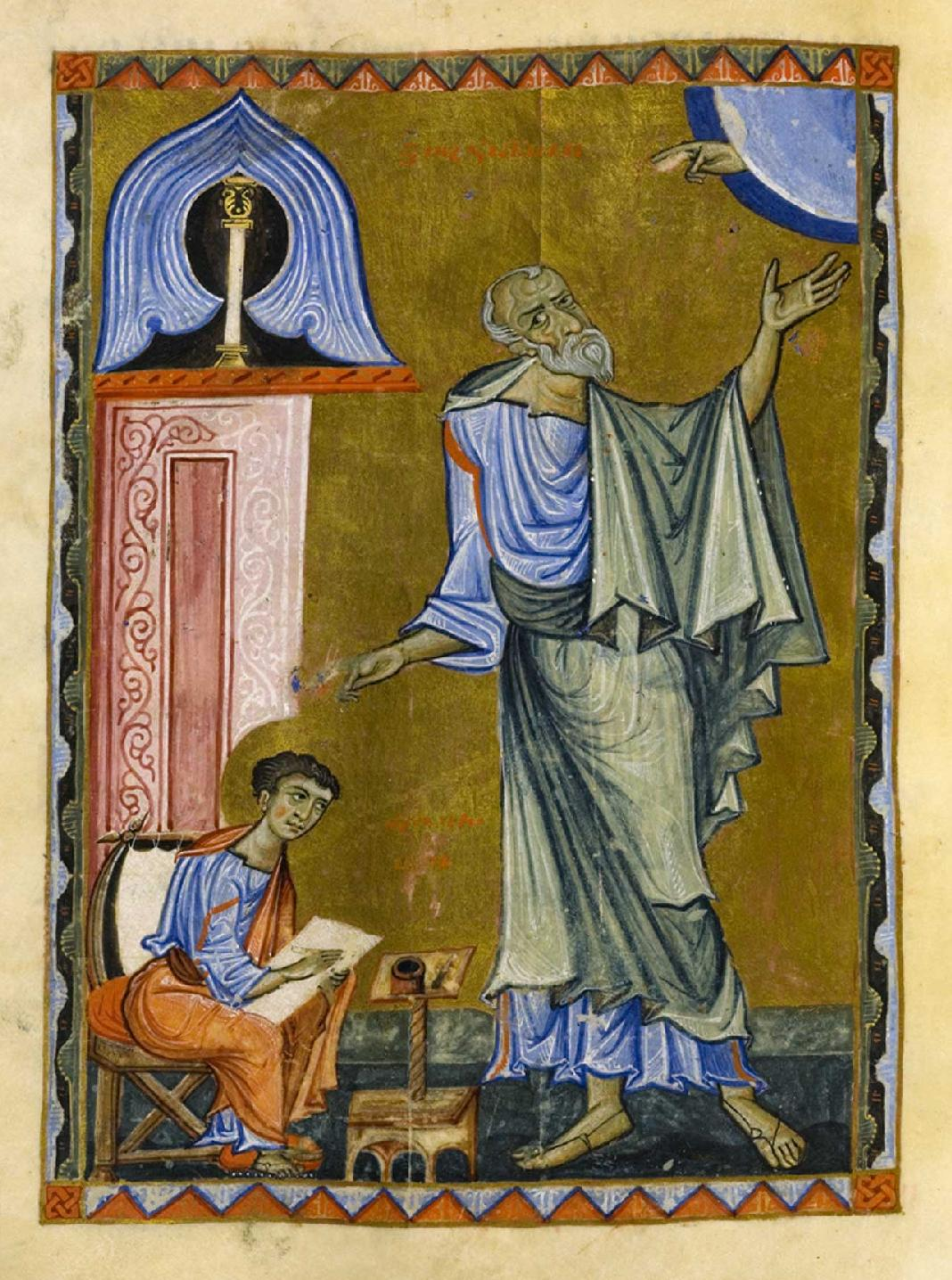
Львовское (Скеврское) Евангелие

Львовское Евангелие — армянская киликийская рукопись XII века. В армянской традиции, по названию монастыря Скевра в котором было написано, именуется Скеврским Евангелием.

## История
Евангелие было написано в Киликийском армянском царстве в монастыре Скевра (недалеко от Ламброна), в котором в конце XII века завершилось окончательное оформление стиля киликийской миниатюрной живописи. Как гласит памятная запись на страницах рукописи, в 647 году армянского летосчисления (период 31 января 1198 — 30 января 1199 год) писцом и миниатюристом Григором Мличеци была завершена работа над списком.
В 1930 году Евангелие было описано мхитаристом Нерсесом Акиняном. Перед Второй мировой войной она принадлежала армянской униатской общине Львова (отсюда современное название). С присоединением Западной Украины к СССР и переселением львовских и западноукраинских армян в Польшу, вкупе с началом второй мировой войны, следы рукописи были потеряны. В 1993 году Евангелие было найдено и продемонстрировано в Гнезно (недалеко от Познани) доктору Гюнтеру Принцингу его польским коллегой К. Ильски. После обнаружения рукописи большая группа специалистов из разных стран принимала участие в реставрации и исследовании рукописи, организованных стараниями Г. Принцинга и А. Шмидт в Музее Гутенберга в Майнце и завершившихся посвященными ей конференцией и выставкой По мнению Л. Р. Азарян, Львовское Евангелие наряду с Венецианским (1193 г.) является самыми значительными рукописями, оказавшими влияние на формирование киликийской миниатюрной живописи.